# Richard Hamilton (kunstenaar)
Richard Hamilton (24 februari 1922 – 13 september 2011) was een Brits beeldend kunstenaar. Hij werd bekend als de 'uitvinder' van de popart in Europa.

## Werk
Hamilton werd bekend in 1956 toen hij begon met het maken van werken die later typische voorbeelden van popart genoemd zouden worden. In 1956 maakte deze Britse kunstenaar de collage Just what is it that makes today's homes so different, so appealing?. Deze wordt gezien als een van de vroegste voorbeelden van popart.
Hamilton heeft samengewerkt met de kunstschilder en collagist Peter Blake, wiens werk onder andere bekend werd door de collage die hij maakte voor de hoes van Sgt. Pepper's Lonely Hearts Club Band van The Beatles. Zelf ontwierp Hamilton voor The Beatles de hoes en poster voor het album The Beatles, beter bekend als de witte dubbel van The White Album.
In 1966 organiseerde Hamilton de eerste en tot nu toe enige overzichtstentoonstelling van Marcel Duchamp in Engeland, deze vond plaats in de Tate Gallery. Hij had Duchamp enkele jaren eerder ontmoet toen hij na de dood van zijn vrouw in 1962 een bezoek bracht aan de Verenigde Staten. Hier zag hij in 1963 het retrospectief van Duchamp in het Norton Simon Museum.
Hamilton produceerde meerdere werken naar aanleiding van de Swinging Sixties, waaronder werk gebaseerd op een foto van de arrestatie van zijn kunsthandelaar Robert Fraser en Mick Jagger, beiden in handboeien op de achterbank van een politiewagen voor het bezit van drugs.

### Prijzen en onderscheidingen
- 1960 - William and Noma Copley Foundation Award en John Moores Contemporary Painting Prize
- 1970 - Talens Prize International
- 1993 - Gouden Leeuw voor het Britse paviljoen op de Biënnale van Venetië
- 1997 - Arnold-Bodeprijs op de documenta X in Kassel (Duitsland)
- 2000 - Orde van de Eregezellen (Verenigd Koninkrijk)
- 2006 - Max-Beckmannprijs voor schilderkunst